# Thierry Vigneron
Pour les articles homonymes, voir Vigneron (homonymie).
Thierry Vigneron, né le 9 mars 1960 à Gennevilliers, est un athlète français pratiquant le saut à la perche, médaillé aux Jeux olympiques et aux championnats du monde, triple champion d'Europe en salle et ancien détenteur du record du monde.

## Biographie

### Carrière sportive
Thierry Vigneron se fait connaître en 1979 en améliorant le record du monde junior avec 5,61 m.
En 1980 il se distingue chez les seniors en battant successivement le record d'Europe du saut à la perche avec 5,67 m, puis le record du monde de la discipline avec 5,75 m, lors du meeting de Colombes, le 1er juin 1980. Il obtient quelques jours plus tard sa qualification pour les Jeux olympiques de Moscou en franchissant la même hauteur lors des Championnats de France. Le 17 juillet 1980, il se fait ravir le record par son compatriote Philippe Houvion. À Moscou, le Français est éliminé en finale après trois échecs à 5,55 m et laisse le Polonais Władysław Kozakiewicz empocher le titre olympique avec un nouveau record du monde porté à 5,78 m.
Il remporte son premier titre majeur international en début de saison 1981, à l'occasion des Championnats d'Europe d'athlétisme en salle 1981 à Grenoble, en franchissant une barre à 5,70 m. Le 20 juin 1981, Vigneron reprend son record du monde en réalisant 5,80 m lors du match international d'athlétisme opposant la France à l'URSS à Mâcon. Il reperdra ce record très vite, le 26 juin, quand Vladimir Polyakov le dépasse d'un centimètre.
Le 1er septembre 1983, lors du Golden Gala, il reprendra le record à Pierre Quinon, qui l'avait récupéré cinq jours auparavant, en réalisant 5,83 m.
En début de saison 1984, il remporte les Championnats d'Europe en salle de Göteborg devant son compatriote Pierre Quinon. En juillet, Vigneron s'adjuge la médaille de bronze des Jeux olympiques de Los Angeles, terminant à égalité avec l'Américain Earl Bell avec 5,60 m, le titre olympique revenant à Pierre Quinon. Le 31 août, lors du meeting de Rome, Thierry Vigneron établit le cinquième record du monde de sa carrière avec 5,91 m, mais le Soviétique Sergueï Bubka réalise 5,94 m quelques minutes plus tard.
Après une seconde place obtenue lors des Jeux mondiaux en salle 1985, Vigneron doit s'incliner une nouvelle fois face à Bubka en finale des Championnats du monde 1987 de Rome. Il saute pour la dernière fois aux Jeux méditerranéens de 1993, où il obtient la médaille d'argent.

### Reconversion
Après sa carrière sportive, Thierry Vigneron œuvre au Ministère des Sports avant de revenir dans le monde de l'athlétisme en 2003, où il travaille pour la fédération en Nouvelle Aquitaine.

## Palmarès

### International
| Année | Compétition                    | Lieu         | Place | Performance |
| ----- | ------------------------------ | ------------ | ----- | ----------- |
| 1979  | Championnats d'Europe juniors  | Bydgoszcz    | 3e    | 5,40 m      |
| 1980  | Championnats d'Europe en salle | Sindelfingen | 8e    | 5,40 m      |
| 1980  | Jeux olympiques                | Moscou       | 7e    | 5,45 m      |
| 1981  | Championnats d'Europe en salle | Grenoble     | 1er   | 5,70 m      |
| 1981  | Universiade                    | Bucarest     | 4e    | 5,60 m      |
| 1982  | Championnats d'Europe          | Athènes      | 5e    | 5,50 m      |
| 1983  | Universiade                    | Edmonton     | 2e    | 5,60 m      |
| 1983  | Championnats du monde          | Helsinki     | 8e    | 5,40 m      |
| 1984  | Championnats d'Europe en salle | Göteborg     | 1er   | 5,85 m      |
| 1984  | Jeux olympiques                | Los Angeles  | 3e    | 5,60 m      |
| 1985  | Jeux mondiaux en salle         | Paris        | 2e    | 5,70 m      |
| 1987  | Championnats d'Europe en salle | Liévin       | 1er   | 5,85 m      |
| 1987  | Championnats du monde en salle | Indianapolis | 3e    | 5,80 m      |
| 1987  | Championnats du monde          | Rome         | 2e    | 5,80 m      |
| 1988  | Jeux olympiques                | Séoul        | 5e    | 5,70 m      |
| 1990  | Championnats d'Europe en salle | Glasgow      | 3e    | 5,70 m      |
| 1991  | Championnats du monde          | Tokyo        | 8e    | 5,60 m      |
| 1993  | Jeux méditerranéens            | Narbonne     | 2e    | 5,50 m      |

### National
- Championnats de France d'athlétisme :
  - Vainqueur en 1980

- Championnats de France d'athlétisme en salle :
  - Vainqueur en 1980, 1981, 1982, 1983, 1984 et 1985.

## Records
- Cinq records du monde battus ou égalés : 
  - 5,75 m, le 1er juin 1980 à Colombes
  - 5,75 m, le 29 juin 1980 à Lille
  - 5,80 m, le 20 juin 1981 à Mâcon
  - 5,83 m, le 1er septembre 1983 à Rome
  - 5,91 m, le 31 août 1984 à Rome, record personnel
- Deux records du monde en salle : 1981 et 1984
- Record du monde junior avec 5,61 m
- Cinq Records d'Europe, entre 1980 et 1984
- Six records de France: 1980 - 2 fois, 1981, 1983, et 1984 à 2 reprises

Il conserve le record du monde pendant presque 9 mois entre 1983 et 1984 et sur toute sa carrière presque 11 mois.